# Un invierno en Mallorca (película)
Un invierno en Mallorca es una película española de 1969 que adapta el libro de viaje autobiográfico Un hiver à Majorque de George Sand donde relata las vivencia de su viaje y su estancia con Fréderic Chopin en la isla de Mallorca a causa de la enfermedad del pianista. Jaime Camino dirige y escribe junto con Román Gubern el guion de esta película que también cuenta con la participación de Lucía Bosé en el papel de Sand y Christopher Sandford en el de Chopin.

## Argumento
La sociedad mallorquina no ve con buenos ojos la relación adúltera de George Sand con el músico Frédéric Chopin, seis años menor que la escritora y gravemente enfermo de tuberculosis. Por eso, cuando viajan hasta la isla con la idea de que el suave invierno mallorquín será beneficioso para Chopin, nadie quiere facilitarles alojamiento. La única posibilidad que se les ofrece es la de instalarse en la inhóspita Cartuja de Valdemosa, que carecía de toda comodidad. A las dificultades por las que atraviesa su relación, a la frágil salud de Chopin y a la presencia de los hijos de George Sand, se suma la incomprensión y la falta de hospitalidad de los lugareños.

## Reparto
- Lucía Bosé como George Sand
- Christopher Sandford como Chopin
- Henri Serre como Carlo Dowbowsky
- Enrique San Francisco como Maurice Dudevant
- Serena Vergano como María Antonia
- Manuel Beltrán como Sacristán
- Román Gubern como Cura

## Premios
- Tercer premio sindicalista cinematográfico.
- Silver Peacock mejor actriz y mejor actor en el Festival Cinematográfico de India.